# Staurastrum clevei
Staurastrum clevei là một loài Song tinh tảo trong họ Desmidiaceae, thuộc chi Staurastrum.